# Chlorophorus yayeyamensis
Chlorophorus yayeyamensis är en skalbaggsart som först beskrevs av Tadao Kano 1933.  Chlorophorus yayeyamensis ingår i släktet Chlorophorus och familjen långhorningar.
Artens utbredningsområde är Taiwan. Inga underarter finns listade i Catalogue of Life.